# Frederick Griffith

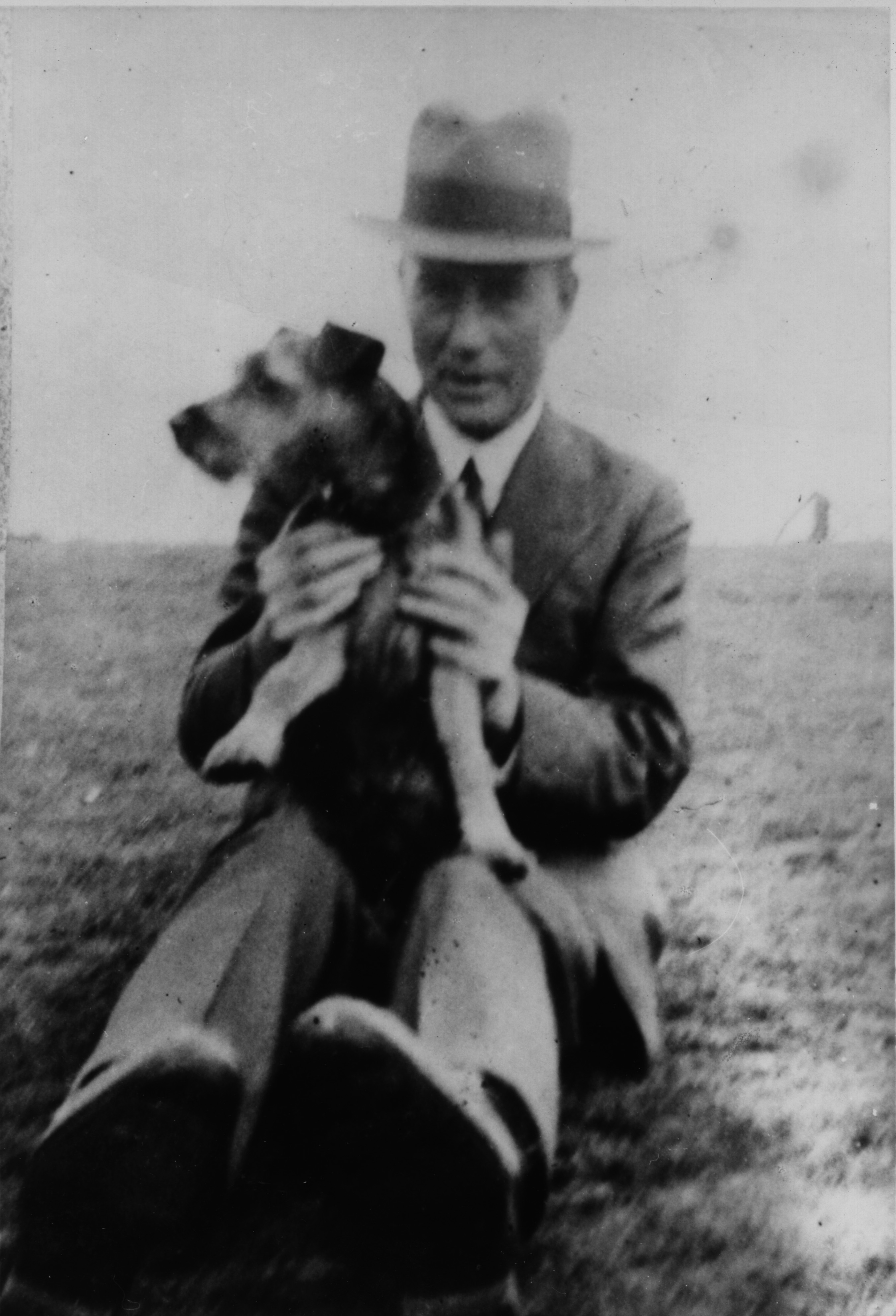
Frederick Griffith.

Frederick Griffith (* 1877 in Hale (Cheshire); † 1941 in London) war ein britischer Mediziner und Bakteriologe.
Griffith arbeitete als Bakteriologe im Pathologie-Labor des britischen Gesundheitsministeriums in London. Er starb in seinem Labor bei einem deutschen Bombenangriff auf London 1941.
Bekannt wurde Griffith durch den nach ihm Griffith’s Experiment genannten Versuch mit Pneumokokken (1928), bei denen er die Aufnahme eines genetischen Faktors durch einen Stamm von Pneumokokken nachwies: Griffith arbeitete mit zwei Stämmen, einem R- und einem S-Stamm. Hierbei steht „s“ für „smooth“ (glatt), da sie in der Lage sind Schleimkapseln zu bilden und „r“ für „rough“ (rau), weil sie ihre erbliche Fähigkeit zur Kapselbildung verloren haben.
In einem Tierversuch erwies sich der S-Stamm für Mäuse als tödlich, der R-Stamm als harmlos, da dieser ja nicht über eine schützende Schleimkapsel verfügt und somit von den Enzymen der Wirtszelle zersetzt wird. Tötete man die Bakterien im tödlichen S-Stamm ab und injizierte sie der Maus, nahm das Tier keinen Schaden. Injizierte man ihr aber eine Mischung aus lebenden R-Bakterien und abgetöteten S-Bakterien, so starben sie. Die vorher harmlosen R-Pneumokokken hatten den tödlichen Faktor des S-Stamms übernommen.
Heute weiß man, dass die DNA der S-Bakterien den Erhitzungsprozess überstanden hatte und somit von den R-Pneumokokken aufgenommen werden konnte. Die DNA des S-Stamms enthielt das entscheidende Gen, das vor dem Immunsystem des Wirts geschützt hat.
Griffith beschrieb so als einer der ersten eine Möglichkeit des Genaustauschs zwischen Bakterien. Heute ist dieser Vorgang als Transformation bekannt.
Siehe auch: Oswald Avery